# دنیل مارتینز (بازیکن فوتبال، زاده ۱۹۹۷)
دنیل مارتینز (انگلیسی: Daniel Martínez؛ زادهٔ ۱۷ ژانویهٔ ۱۹۹۷) بازیکن فوتبال اهل آرژانتین است.
از باشگاه‌هایی که در آن بازی کرده‌است می‌توان به باشگاه فوتبال ریور پلاته اشاره کرد.